# آج اليومية
صحيفة آج اليومية (بالأردية: روزنامہ آج) هي صحيفة يومية تصدر باللغة الأردية منذ سنة 1989 في بيشاور واسلام أباد وأبوت آباد.